# О-Піно
О-Піно (гал. O Pino, ісп. El Pino) — муніципалітет в Іспанії, у складі автономної спільноти Галісія, у провінції Ла-Корунья. Населення — 4710 осіб (2009).
Муніципалітет розташований на відстані близько 477 км на північний захід від Мадрида, 48 км на південь від Ла-Коруньї.
Муніципалітет складається з таких паррокій: Арка, Будіньйо, Кастрофейто, Себрейро, Серседа, Феррейрос, Гонсар, Лардейрос, Медін, Пастор, Перейра, О-Піно, Сан-Мамеде-де-Феррейрос.

## Географія
Через муніципалітет протікає річка Тамбре.

## Демографія
Динаміка населення (INE ):

## Галерея зображень

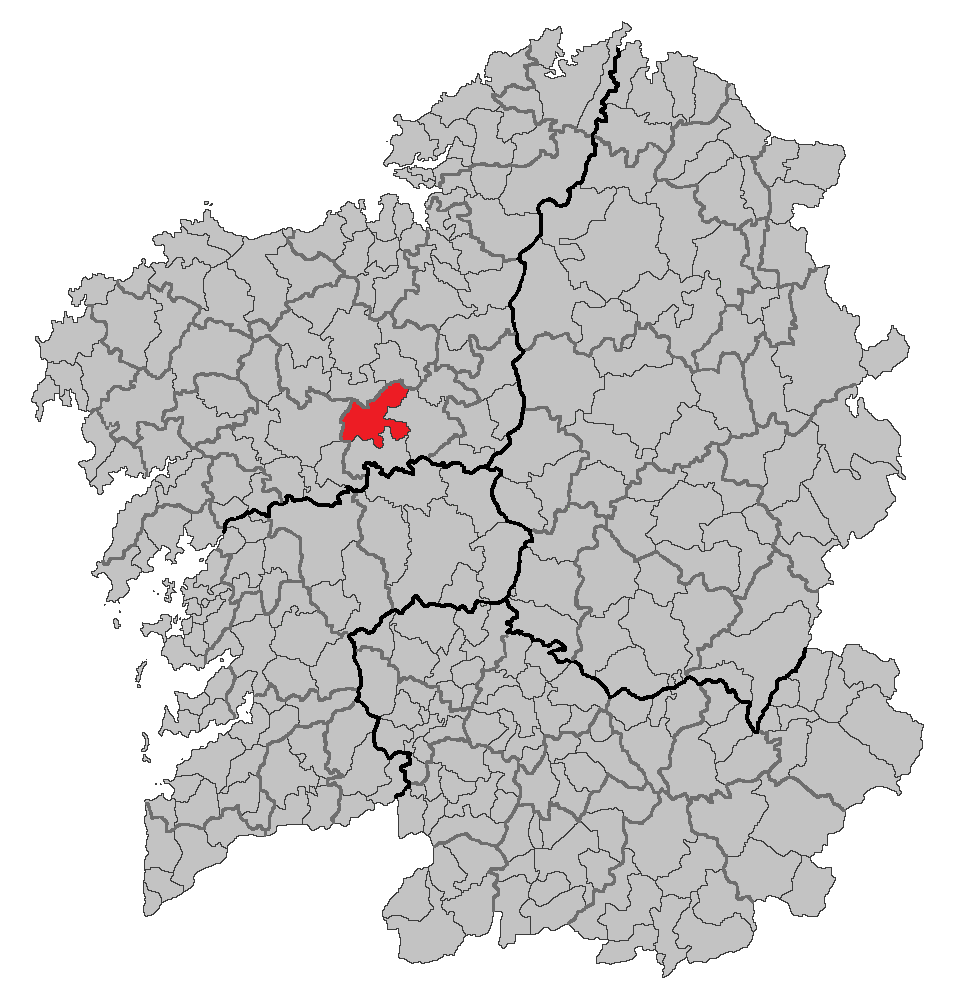
Розташування муніципалітету